# Eretmocerus comperei
Eretmocerus comperei is een vliesvleugelig insect uit de familie Aphelinidae. De wetenschappelijke naam is voor het eerst geldig gepubliceerd in 2001 door Rose.